# Världsmästerskapen i simsport 2003
Världsmästerskapen i simsport 2003 var de 10:e världsmästerskapen i simsport och avgjordes i Barcelona, Spanien, den 12 till den 27 juli 2003. Tävlingar i tävlingssimning, simhopp, öppet vatten-simning, vattenpolo och konstsim hölls.
Till dessa mästerskap utökades tävlingsprogrammet med en gren då en lagtävling tillfördes i konstsim. 

## Medaljfördelning
Värdland 
| Pl.    | Nation                 | Guld | Silver | Brons | Totalt |
| ------ | ---------------------- | ---- | ------ | ----- | ------ |
| 1      | USA                    | 12   | 13     | 6     | 31     |
| 2      | Ryssland               | 10   | 5      | 6     | 21     |
| 3      | Australien             | 8    | 12     | 6     | 26     |
| 4      | Kina                   | 7    | 4      | 8     | 19     |
| 5      | Tyskland               | 5    | 6      | 5     | 16     |
| 6      | Japan                  | 3    | 3      | 3     | 9      |
| 7      | Nederländerna          | 3    | 2      | 2     | 7      |
| 8      | Storbritannien         | 2    | 3      | 3     | 8      |
| 9      | Ukraina                | 2    | 3      | 2     | 7      |
| 10     | Italien                | 2    | 2      | 1     | 5      |
| 11     | Kanada                 | 2    | 0      | 1     | 3      |
| 12     | Ungern                 | 1    | 4      | 1     | 6      |
| 13     | Spanien                | 1    | 2      | 3     | 6      |
| 14     | Polen                  | 1    | 1      | 0     | 2      |
| 15     | Frankrike              | 1    | 0      | 2     | 3      |
| 16     | Finland                | 1    | 0      | 1     | 2      |
| 17     | Belarus                | 1    | 0      | 0     | 1      |
| 18     | Tjeckien               | 0    | 2      | 0     | 2      |
| 19     | Slovakien              | 0    | 1      | 1     | 2      |
| 20     | Danmark                | 0    | 1      | 0     | 1      |
| 20     | Kroatien               | 0    | 1      | 0     | 1      |
| 22     | Rumänien               | 0    | 0      | 2     | 2      |
| 23     | Bulgarien              | 0    | 0      | 1     | 1      |
| 23     | Mexiko                 | 0    | 0      | 1     | 1      |
| 23     | Serbien och Montenegro | 0    | 0      | 1     | 1      |
| 23     | Sydafrika              | 0    | 0      | 1     | 1      |
| 23     | Sverige                | 0    | 0      | 1     | 1      |
| 23     | Tunisien               | 0    | 0      | 1     | 1      |
| Totalt | Totalt                 | 62   | 65     | 59    | 186    |

## Resultat

### Konstsim[1]
| Gren            | Guld                                             | Silver                           | Brons                               |
| Individuellt    | Virginie Dedieu Frankrike                        | Anastasija Jermakova Ryssland    | Gemma Mengual Spanien               |
| Par             | Ryssland Anastasija Jermakova Anastasia Davydova | Japan Miya Tachibana Miho Takeda | Spanien Gemma Mengual Paola Tirados |
| Lag             | Ryssland                                         | Japan                            | USA                                 |
| Lag kombination | Japan                                            | USA Spanien                      |                                     |

### Simhopp[2]

#### Herrar
| Gren        | Guld                                       | Silver                                | Brons                                     |
| 1m          | Xiang Xu Kina                              | Wang Kenan Kina                       | Joona Puhakka Finland                     |
| 3m          | Aleksandr Dobroskok Ryssland               | Peng Bo Kina                          | Dmitri Sautin Ryssland                    |
| 10m         | Alexandre Despatie Kanada                  | Mathew Helm Australien                | Tian Liang Kina                           |
| Synchro 3m  | Ryssland Aleksandr Dobroskok Dmitri Sautin | Kina Wang Tianling Wang Feng          | Tyskland Andreas Wels Tobias Schellenberg |
| Synchro 10m | Australien Mathew Helm Robert Newbery      | Ukraina Roman Volodkov Anton Zacharov | Kina Tian Liang Hua Jia                   |

#### Damer
| Gren        | Guld                        | Silver                                 | Brons                                               |
| 1m          | Irina Lasjko Australien     | Conny Schmalfuss Tyskland              | Blythe Hartley Kanada                               |
| 3m          | Guo Jingjing Kina           | Julija Pachalina Ryssland              | Wu Minxia Kina                                      |
| 10m         | Émilie Heymans Kanada       | Lao Lishi Kina                         | Li Na Kina                                          |
| Synchro 3m  | Kina Guo Jingjing Wu Minxia | Ryssland Vera Ilyjnia Julija Pachalina | Mexiko Paola Espinosa Laura Sánchez                 |
| Synchro 10m | Kina Lao Lishi Li Tang      | Australien Loudy Tourky Lynda Dackiw   | Ryssland Jevgenija Olsjevskaja Svetlana Timosjinina |

### Simning[3]

#### Herrar
| Gren           | Guld                                                                | Guld     | Silver                                                                    | Silver   | Brons                                                                  | Brons      |
| 50m frisim     | Aleksandr Popov Ryssland                                            | 21.92    | Mark Foster Storbritannien                                                | 22.20    | Pieter van den Hoogenband Nederländerna                                | 22.29      |
| 100m frisim    | Aleksandr Popov Ryssland                                            | 48,42    | Pieter van den Hoogenband Nederländerna                                   | 48,68    | Ian Thorpe Australien                                                  | 48,77      |
| 200m frisim    | Ian Thorpe Australien                                               | 1.45,14  | Pieter van den Hoogenband Nederländerna                                   | 1.46,43  | Grant Hackett Australien                                               | 1.46,85    |
| 400m frisim    | Ian Thorpe Australien                                               | 3.42,58  | Grant Hackett Australien                                                  | 3.45,17  | Dragoş Coman Rumänien                                                  | 3.46,87    |
| 800m frisim    | Grant Hackett Australien                                            | 7.43,82  | Larsen Jensen USA                                                         | 7.48,09  | Igor Tjervynskyi Ukraina                                               | 7.53,15    |
| 1500m frisim   | Grant Hackett Australien                                            | 14.43,14 | Igor Tjervynskyi Ukraina                                                  | 15.01,04 | Erik Vendt USA                                                         | 15.01,28   |
|                |                                                                     |          |                                                                           |          |                                                                        |            |
| 50m ryggsim    | Thomas Rupprath Tyskland                                            | 24,80    | Matt Welsh Australien                                                     | 25,01    | Gerhard Zandberg Sydafrika                                             | 25,07      |
| 100m ryggsim   | Aaron Peirsol USA                                                   | 53,61    | Arkady Vyattjanin Ryssland Matt Welsh Australien                          | 53,92    | Ej utdelat                                                             | Ej utdelat |
| 200m ryggsim   | Aaron Peirsol USA                                                   | 1.55,92  | Gordan Kožulj Kroatien                                                    | 1.57,47  | Simon Dufour Frankrike                                                 | 1.57,90    |
|                |                                                                     |          |                                                                           |          |                                                                        |            |
| 50m bröstsim   | James Gibson Storbritannien                                         | 27,56    | Oleg Lisogor Ukraina                                                      | 27,74    | Mihaly Flaskay Ungern                                                  | 27,79      |
| 100m bröstsim  | Kosuke Kitajima Japan                                               | 59,78    | Brendan Hansen USA                                                        | 1.00,21  | James Gibson Storbritannien                                            | 1.00,37    |
| 200m bröstsim  | Kosuke Kitajima Japan                                               | 2.09,42  | Ian Edmond Storbritannien                                                 | 2.10,92  | Brendan Hansen USA                                                     | 2.11,11    |
|                |                                                                     |          |                                                                           |          |                                                                        |            |
| 50m fjärilsim  | Matt Welsh Australien                                               | 23,43    | Ian Crocker USA                                                           | 23,62    | Jevgenyj Korotysjkin Ryssland                                          | 23,73      |
| 100m fjärilsim | Ian Crocker USA                                                     | 50,98    | Michael Phelps USA                                                        | 51,10    | Andrei Serdinov Ukraina                                                | 51,59      |
| 200m fjärilsim | Michael Phelps USA                                                  | 1.54,35  | Takashi Yamamoto Japan                                                    | 1.55,52  | Tom Malchow USA                                                        | 1.55,66    |
|                |                                                                     |          |                                                                           |          |                                                                        |            |
| 200m medley    | Michael Phelps USA                                                  | 1.56,04  | Ian Thorpe Australien                                                     | 1.59,66  | Massimiliano Rosolino Italien                                          | 1.59,71    |
| 400m medley    | Michael Phelps USA                                                  | 4.09,09  | László Cseh Ungern                                                        | 4.10,79  | Oussama Mellouli Tunisien                                              | 4.15,36    |
|                |                                                                     |          |                                                                           |          |                                                                        |            |
| 4×100m frisim  | Ryssland Andrei Kapralov Ivan Usov Denis Pimankov Aleksandr Popov   | 3.14,06  | USA Scott Tucker Neil Walker Ryan Wochomurka Jason Lezak                  | 3.14,80  | Frankrike Romain Barnier Julien Sicot Fabien Gilot Frédérick Bousquet  | 3.15,66    |
| 4×200m frisim  | Australien Grant Hackett Craig Stevens Nicholas Sprenger Ian Thorpe | 7.08,58  | USA Michael Phelps Nate Dusing Aaron Peirsol Klete Keller                 | 7.10,26  | Tyskland Johannes Österling Lars Conrad Stefan Herbst Christian Keller | 7.14,02    |
| 4×100m medley  | USA Aaron Peirsol Brendan Hansen Ian Crocker Jason Lezak            | 3.31,54  | Ryssland Arkady Vyattjanin Roman Ivanovski Igor Martjenko Aleksandr Popov | 3.34,72  | Japan Tomomi Morita Kosuke Kitajima Takashi Yamamoto Daisuke Hosokawa  | 3.36,12    |

#### Damer
| Gren           | Guld                                                          | Guld     | Silver                                                                   | Silver   | Brons                                                              | Brons      |
| 50m frisim     | Inge de Bruijn Nederländerna                                  | 24,47    | Alice Mills Australien                                                   | 25,07    | Libby Lenton Australien                                            | 25,08      |
| 100m frisim    | Hanna-Maria Seppälä Finland                                   | 54,37    | Jodie Henry Australien                                                   | 54,58    | Jenny Thompson USA                                                 | 54,65      |
| 200m frisim    | Alena Poptjanka Belarus                                       | 1.58,32  | Martina Moravcová Slovakien                                              | 1.58,44  | Yang Yu Kina                                                       | 1.58,54    |
| 400m frisim    | Hannah Stockbauer Tyskland                                    | 4.06,75  | Éva Risztov Ungern                                                       | 4.07,24  | Diana Munz USA                                                     | 4.07,67    |
| 800m frisim    | Hannah Stockbauer Tyskland                                    | 8.23,66  | Diana Munz USA                                                           | 8.24,19  | Rebecca Cooke Storbritannien                                       | 8.28,45    |
| 1500m frisim   | Hannah Stockbauer Tyskland                                    | 16.00,18 | Hayley Peirsol USA                                                       | 16.09,64 | Jana Henke Tyskland                                                | 16.10,13   |
|                |                                                               |          |                                                                          |          |                                                                    |            |
| 50m ryggsim    | Nina Zjivanevskaya Spanien                                    | 28,48    | Ilona Hlaváčková Tjeckien                                                | 28,50    | Noriko Inada Japan                                                 | 28,62      |
| 100m ryggsim   | Antje Buschschulte Tyskland                                   | 1.00,50  | Louise Ørnstedt Danmark Katy Sexton Storbritannien                       | 1.00,86  | Ej utdelat                                                         | Ej utdelat |
| 200m ryggsim   | Katy Sexton Storbritannien                                    | 2.08,74  | Margaret Hoelzer USA                                                     | 2.09,24  | Stanislava Komarova Ryssland                                       | 2.10,17    |
|                |                                                               |          |                                                                          |          |                                                                    |            |
| 50m bröstsim   | Luo Xuejuan Kina                                              | 30,67    | Brooke Hanson Australien                                                 | 31,13    | Zoë Baker Storbritannien                                           | 31,37      |
| 100m bröstsim  | Luo Xuejuan Kina                                              | 1.06,80  | Amanda Beard USA                                                         | 1.07,42  | Leisel Jones Australien                                            | 1.07,47    |
| 200m bröstsim  | Amanda Beard USA                                              | 2.22,99  | Leisel Jones Australien                                                  | 2.24,33  | Qi Hui Kina                                                        | 2.25,78    |
|                |                                                               |          |                                                                          |          |                                                                    |            |
| 50m fjärilsim  | Inge de Bruijn Nederländerna                                  | 25,84    | Jenny Thompson USA                                                       | 26,00    | Anna-Karin Kammerling Sverige                                      | 26,06      |
| 100m fjärilsim | Jenny Thompson USA                                            | 57,96    | Otylia Jędrzejczak Polen                                                 | 58,22    | Martina Moravcová Slovakien                                        | 58,24      |
| 200m fjärilsim | Otylia Jędrzejczak Polen                                      | 2.07,56  | Éva Risztov Ungern                                                       | 2.07,68  | Yuko Nakanishi Japan                                               | 2.08,08    |
|                |                                                               |          |                                                                          |          |                                                                    |            |
| 200m medley    | Jana Klotjkova Ukraina                                        | 2.10,75  | Alice Mills Australien                                                   | 2.12,75  | Zhou Yafei Kina                                                    | 2.12,92    |
| 400m medley    | Jana Klotjkova Ukraina                                        | 4.36,74  | Éva Risztov Ungern                                                       | 4.37,39  | Beatrice Câșlaru Rumänien                                          | 4.41,86    |
|                |                                                               |          |                                                                          |          |                                                                    |            |
| 4×100m frisim  | USA Natalie Coughlin Lindsay Benko Rhi Jeffrey Jenny Thompson | 3.38,09  | Tyskland Petra Dallmann Katrin Meissner Antje Buschschulte Sandra Völker | 3.38,73  | Australien Libby Lenton Elka Graham Jodie Henry Alice Mills        | 3.38,83    |
| 4×200m frisim  | USA Lindsay Benko Rachel Komisarz Rhi Jeffrey Diana Munz      | 7.55,70  | Australien Elka Graham Linda Mackenzie Kirsten Thomson Alice Mills       | 7.58,42  | Kina Zhou Yafei Xu Yanwei Pang Jiaying Yang Yu                     | 7.58,53    |
| 4×100m medley  | Kina Zhan Shu Luo Xuejuan Zhou Yafei Yang Yu                  | 3.59,89  | USA Natalie Coughlin Amanda Beard Jenny Thompson Lindsay Benko           | 4.00,83  | Australien Giaan Rooney Leisel Jones Jessicah Schipper Jodie Henry | 4.01,37    |

### Vattenpolo[4]
| Turnering       | Guld   | Silver  | Brons                  |
| Herrar detaljer | Ungern | Italien | Serbien och Montenegro |
| Damer detaljer  | USA    | Italien | Ryssland               |

### Öppet vatten-simning[5]

#### Herrar
| Gren | Guld                       | Silver                  | Brons                      |
| 5km  | Jevgeni Kotjkarov Ryssland | Christian Hein Tyskland | Vladimir Djattjin Ryssland |
| 10km | Vladimir Djattjin Ryssland | Christian Hein Tyskland | David Meca Spanien         |
| 25km | Juri Kudinov Ryssland      | David Meca Spanien      | Petar Stoychev Bulgarien   |

#### Damer
| Gren | Guld                         | Silver                  | Brons                        |
| 5km  | Viola Valli Italien          | Jana Pechanová Tjeckien | Britta Kamrau Tyskland       |
| 10km | Viola Valli Italien          | Angela Maurer Tyskland  | Edith van Dijk Nederländerna |
| 25km | Edith van Dijk Nederländerna | Britta Kamrau Tyskland  | Angela Maurer Tyskland       |

### Fotnoter
1. ↑  ”HistoFINA - SYNCHRONISED SWIMMING MEDALLISTS AND STATISTICS”. FINA. http://www.fina.org/sites/default/files/HistoFINA_SY.pdf. (engelska)
2. ↑  ”HistoFINA - DIVING MEDALLISTS AND STATISTICS”. FINA. http://www.fina.org/sites/default/files/diving.pdf. (engelska)
3. ↑  ”HistoFINA - SWIMMING MEDALLISTS AND STATISTICS AT FINA WORLD CHAMPIONSHIPS (50M)”. FINA. http://www.fina.org/sites/default/files/swimming_50m.pdf. (engelska)
4. ↑  ”HistoFINA - WATER POLO MEDALLISTS AND STATISTICS”. FINA. http://www.fina.org/sites/default/files/waterpolo.pdf. (engelska)
5. ↑  ”HistoFINA - OPEN WATER MEDALLISTS AND STATISTICS”. FINA. http://www.fina.org/sites/default/files/HistoFINA_OW.pdf. (engelska)